# Barcialejo
Barcialejo es una entidad de población española del municipio de San Pedro de Rozados, perteneciente a la provincia de Salamanca, en la comunidad autónoma de Castilla y León.

## Historia
Hacia mediados del siglo XIX, el lugar, ya por entonces perteneciente a San Pedro de Rozados, estaba despoblado. Aparece descrito en el cuarto volumen del Diccionario geográfico-estadístico-histórico de España y sus posesiones de Ultramar de Pascual Madoz con las siguientes palabras:

BARCIALEJO: desp. en la prov., part. jud. y dióc. de Salamanca (5 leg.), y agregado al ayunt. de San Pedro de Rozados: confina por N. con el de Cequeña, E. torre de Juan Vazquez y O. y S. con el desp. de Barcial: tiene 1 1/2 leg. de circunferencia: comprende 520 huebras de tierra, destinadas á pastos de secano, de las que 455 se hallan pobladas de monte de encina y carrasca. El terr. de este desp. pertenece al condado de Grajal, escepto 1/8 parte que fué de la fáb. de una igl. parr.; cap. prod. terr.: 41,825 rs.; imp.: 2091 rs.
(Madoz, 1846, p. 14)

En 2022, tenía empadronados tres habitantes.